# Дульцев, Василий Семёнович
Василий Семёнович Дульцев (8 ноября 1931 — 16 декабря 2014) — оператор лесопогрузчика, Герой Социалистического Труда.

## Биография
Родился в с. Александровка Караидельского района БАССР.
Образование — неполное среднее.
Трудовую деятельность начал в 1944 г. в колхозе имени Калинина, затем работал в колхозе «Союз» Караидельского района. В 1949—1951 гг. — слесарь в строительном управлении № 2 треста «Кузбассуголь» (г. Прокопьевск Кемеровской области), с 1951 г. — плотник Караидельского леспромхоза, с 1952 г. — плотник Атняшского, Бартымского строительных участков Черниковского строительно-монтажного управления. С декабря 1956 г. — вальщик леса, одновременно возглавлял малую комплексную бригаду Магинского леспромхоза Караидельского района.
Коллектив, возглавляемый В. С. Дульцевым, досрочно, за 3 года и 10 месяцев, выполнил план и социалистические обязательства восьмой пятилетки (1966-1970) в объеме 57 тысяч кубометров, сверх плана заготовил и отгрузил 15 тысяч кубометров деловой древесины. Выработка на один человеко-день при плане 7,8 кубометра составила 9,2 кубометра, это было выше, чем в среднем по леспромхозу, на 5,4 процента. Выработка на машино-смену при плане 42,7 кубометра составила 53 кубометра - выше средней по предприятию на 10,3 кубометра. За пятилетие бригадой было сэкономлено тросов, запасных частей и горюче-смазочных материалов на сумму более 6 тысяч рублей.
В апреле 1970 г. В. С. Дульцев как умелый механизатор был переведен на освоение и внедрение новой техники - челюстных погрузчиков. Работая оператором погрузчика, за 9 месяцев 1970 г. отгрузил 32 тысячи кубометров древесины при плане 29,7 тысячи кубометров, выполнив план на 108 процентов.
За выдающиеся успехи, достигнутые в выполнении заданий пятилетнего плана по развитию лесной и деревообрабатывающей промышленности, Указом Президиума Верховного Совета СССР от 7 мая 1971 г. В. С. Дульцеву присвоено звание Героя Социалистического Труда.
В 1987 г. вышел на пенсию. Жил в селе Абызово Караидельского района. Скончался 16 декабря 2014 года после продолжительной болезни.

## Награды
- Герой Социалистического Труда (1971)
- Награждён двумя орденами Ленина (1966, 1971), медалями. Почетный мастер заготовки леса и лесосплава СССР (1971), депутат Верховного Совета РСФСР восьмого созыва (1971—1975).
- Почётный гражданин муниципального района Караидельский район Республики Башкортостан.